# Liste des conseillers nationaux du canton de Schaffhouse
Cette page liste les représentants du canton de Schaffhouse au Conseil national depuis la création de l'État fédéral en 1848.

## Abréviations des partis
- PCO : Parti communiste d'opposition (de)
- PC : Parti communiste suisse
- PAI : Parti des paysans, artisans et indépendants
- PRD : Parti radical-démocratique
- PSS : Parti socialiste suisse
- Grütli : Société du Grütli
- UDC : Union démocratique du centre

Autres tendances et mouvements politiques :
- CL : Centre libéral
- GD : Gauche démocratique
- GL : Gauche libérale

## Liste
| Nom                       | Parti                                                     | Mandat              | Né   | Mort |
| ------------------------- | --------------------------------------------------------- | ------------------- | ---- | ---- |
| Johann Heinrich Ammann    | CL                                                        | 1860–1863           | 1820 | 1867 |
| Johann Georg Böschenstein | GL                                                        | 1848–1850           | 1804 | 1885 |
| Walther Bringolf          | PC/PCO/PSS                                                | 1925–1971           | 1895 | 1981 |
| Gerold Bührer             | PRD                                                       | 1991–2007           | 1948 |      |
| Hans-Jürg Fehr            | PSS                                                       | 1999–2013           | 1948 |      |
| Stefano Franscini         | GL                                                        |                     | 1796 | 1857 |
| Johann Georg Fuog         | GL                                                        | 1850–1860           | 1794 | 1865 |
| Robert Grieshaber         | GL/PRD                                                    | 1878–1919           | 1846 | 1928 |
| Ursula Hafner             | PSS                                                       | 1987–1999           | 1943 |      |
| Jakob Hefti               | Grütli                                                    | 1919–1921           | 1873 | 1951 |
| Thomas Hurter             | UDC                                                       | 2007–               | 1963 |      |
| Wilhelm Joos              | GD (jusqu'en 1881, 1884–1893) GL/PRD (1881–1884, ab 1893) | 1863–1900           | 1821 | 1900 |
| Arthur Moser              | PRD                                                       | 1922–1931           | 1880 | 1957 |
| Martina Munz              | PSS                                                       | 2013–               | 1955 |      |
| Friedrich Peyer im Hof    | GL                                                        | 1848–1854 1857–1875 | 1817 | 1900 |
| Arnold Rahm               | PAI                                                       | 1931–1932           | 1885 | 1932 |
| Kurt Reiniger             | PSS                                                       | 1971–1983           | 1939 | 2015 |
| Jakob Ruh                 | PAI                                                       | 1921–1925 1932–1935 | 1875 | 1935 |
| Franz Adolf Schalch       | CL                                                        | 1855–1857           | 1814 | 1874 |
| Carl Scherrer             | PRD                                                       | 1947–1963           | 1909 | 1989 |
| Paul Schmid-Ammann        | PSS                                                       | 1935                | 1900 | 1984 |
| Heinrich Gustav Schoch    | GD                                                        | 1875–1878           | 1841 | 1895 |
| Kurt Schüle               | PRD                                                       | 1979–1991           | 1944 |      |
| Heinrich Sigerist         | PRD                                                       | 1935–1947           | 1881 | 1969 |
| Carl Spahn                | PRD                                                       | 1900–1919           | 1863 | 1943 |
| Walter Stamm              | PSS                                                       | 1983–1987           | 1927 |      |
| Erwin Waldvogel           | PRD                                                       | 1970–1979           | 1920 | 1988 |
| Traugott Waldvogel        | PAI                                                       | 1919–1930           | 1861 | 1930 |
| Hermann Wanner            | PRD                                                       | 1963–1970           | 1914 | 1999 |
| Johannes Winzeler         | PAI                                                       | 1925                | 1879 | 1960 |